# 彼得罗夫斯基 (伊万诺沃州)
彼得罗夫斯基（羅馬化：Petrovskiy）是俄罗斯伊万诺沃州的市级镇，属加夫里洛夫镇区，位于伏尔加河流域内克利亚济马河支流涅尔利河畔，在区行政中心加夫里洛夫镇东北、州府伊万诺沃西南方。
该地2021年人口有2,164人；2010年人口2,558；2002年人口3,047；1989年人口3,665。